# Responsabile unico del procedimento
Il responsabile unico del procedimento (in acronimo è detto R.U.P.), secondo la legge italiana, è una figura di notevole importanza nell'ambito di un procedimento amministrativo.

## Storia
La legge 7 agosto 1990, n. 241 introdusse l'obbligo per le pubbliche amministrazioni italiane di procedere alla nomina di un responsabile del procedimento per ogni opera di loro competenza attraverso un'unità organizzativa della stessa. L'articolo 31 d.lgs. 18 aprile 2016, n. 50 detto Codice dei contratti pubblici, specifica che tale responsabile sia "unico per le fasi della progettazione, dell'affidamento, dell'esecuzione".
Il nominativo del responsabile unico del procedimento è fornito "ai soggetti nei confronti dei quali il provvedimento finale è destinato a produrre effetti diretti ed a quelli che per legge debbono intervenirvi" e a chi possa ricevere pregiudizio da tale procedimento, salvo esistano esigenze particolari di celerità del procedimento.

## Requisiti
L'incarico di responsabile unico del procedimento è sottoposto al possesso di requisiti di ordine professionale sanciti dall'art.31 D.Lgs. 50/2016 , e differenziati in funzione della tipologia del procedimento, al fine di reperire all'incarico "professionalità adeguate".

## I compiti

### Secondo il d.lgs. 50/2016
I compiti di questa figura sono molteplici e sono stabiliti nell'art. 31 del codice dei contratti pubblici; in particolare la norma afferma:
e i successivi commi 3 e 4 del medesimo articolo. In particolare, il responsabile del procedimento, oltre ai compiti specificamente previsti da altre disposizioni del presente codice:
1. formula proposte e fornisce dati e informazioni al fine della predisposizione del programma triennale dei lavori pubblici e dei relativi aggiornamenti annuali, nonché al fine della predisposizione di ogni altro atto di programmazione di contratti pubblici di servizi e di forniture, e della predisposizione dell’avviso di preinformazione;
2. cura, in ciascuna fase di attuazione degli interventi, il controllo sui livelli di prestazione, di qualità e di prezzo determinati in coerenza alla copertura finanziaria e ai tempi di realizzazione dei programmi;
3. cura il corretto e razionale svolgimento delle procedure;
4. segnala eventuali disfunzioni, impedimenti, ritardi nell’attuazione degli interventi;
5. accerta la libera disponibilità di aree e immobili necessari;
6. fornisce all’amministrazione aggiudicatrice i dati e le informazioni relativi alle principali fasi di svolgimento dell’attuazione dell’intervento, necessari per l’attività di coordinamento, indirizzo e controllo di sua competenza;
7. propone all’amministrazione aggiudicatrice la conclusione di un accordo di programma, ai sensi delle norme vigenti, quando si rende necessaria l’azione integrata e coordinata di diverse amministrazioni;
8. propone l’indizione, o, ove competente, indice la conferenza di servizi, ai sensi della legge 7 agosto 1990, n. 241, quando sia necessario o utile per l’acquisizione di intese, pareri, concessioni, autorizzazioni, permessi, licenze, nulla osta, assensi, comunque denominati."

Inoltre "il regolamento individua gli eventuali altri compiti del responsabile del procedimento, coordinando con essi i compiti del direttore dell’esecuzione del contratto e del direttore dei lavori, nonché dei coordinatori in materia di salute e di sicurezza durante la progettazione e durante l’esecuzione, previsti dal decreto legislativo 14 agosto 1996, n. 494 e dalle altre norme vigenti."»
ANAC con deliberazione n. 1096 del 26 ottobre 2016 ha emanato le linee guida su nomina, ruolo e compiti. In tali Linee Guida si specifica che, per determinati procedimenti - sia come importo del lavori che come complessità -, il RUP deve svolgere il ruolo di vero e proprio 'project manager'.

### Secondo il D.P.R. 207/2010
Secondo l'art. 9 del d.P.R. 5 ottobre 2010, n. 207 (Il responsabile del procedimento per la realizzazione di lavori pubblici) si dispone:
1. Le fasi di progettazione, affidamento ed esecuzione di ogni singolo intervento sono eseguite sotto la diretta responsabilità e vigilanza di un responsabile del procedimento, nominato dalle amministrazioni aggiudicatrici nell’ambito dei propri dipendenti di ruolo, fatto salvo quanto previsto dall’articolo 10, comma 5, del codice, prima della fase di predisposizione dello studio di fattibilità o del progetto preliminare da inserire nell’elenco annuale di cui all’articolo 128, comma 1, del codice; per lavori, non assoggettati a programmazione ai sensi dell’articolo 128 del codice, il responsabile del procedimento è nominato contestualmente alla decisione di realizzare i lavori.
2. Il responsabile del procedimento provvede a creare le condizioni affinché il processo realizzativo dell’intervento risulti condotto in modo unitario in relazione ai tempi e ai costi preventivati, alla qualità richiesta, alla manutenzione programmata, alla sicurezza e alla salute dei lavoratori ed in conformità di qualsiasi altra disposizione di legge in materia.
3. Nello svolgimento delle attività di propria competenza il responsabile del procedimento formula proposte al dirigente cui è affidato il programma triennale e fornisce allo stesso dati e informazioni:
  - nelle fasi di aggiornamento annuale del programma triennale;
  - nelle fasi di affidamento, di elaborazione ed approvazione del progetto preliminare, definitivo ed esecutivo;
  - nelle procedure di scelta del contraente per l’affidamento di appalti e concessioni;
  - sul controllo periodico del rispetto dei tempi programmati e del livello di prestazione, qualità e prezzo;
  - nelle fasi di esecuzione e collaudo dei lavori.
4. Il responsabile del procedimento è un tecnico, abilitato all’esercizio della professione o, quando l’abilitazione non sia prevista dalle norme vigenti, è un funzionario tecnico, anche di qualifica non dirigenziale, con anzianità di servizio non inferiore a cinque anni. Il responsabile del procedimento può svolgere per uno o più interventi, nei limiti delle proprie competenze professionali, anche le funzioni di progettista o di direttore dei lavori. Tali funzioni non possono coincidere nel caso di interventi di cui all’articolo 3, comma 1, lettere l) e m), ovvero di interventi di importo superiore a 500.000 euro. Il responsabile del procedimento può altresì svolgere le funzioni di progettista per la predisposizione del progetto preliminare relativo a lavori di importo inferiore alla soglia di cui all’articolo 28, comma 1, lettera c), del codice.
5. In caso di particolare necessità per appalti di importo inferiore a 500.000 euro, diversi da quelli definiti ai sensi dell’articolo 3, comma 1, lettera l), le competenze del responsabile del procedimento sono attribuite al responsabile dell’ufficio tecnico o della struttura corrispondente. Ove non sia presente tale figura professionale, le competenze sono attribuite al responsabile del servizio al quale attiene il lavoro da realizzare»

Il successivo art. 10 (Funzioni e compiti del responsabile del procedimento) detta gli ulteriori compiti affidati a questa figura, in particolare:
1. promuove e sovrintende agli accertamenti ed alle indagini preliminari idonei a consentire la verifica della fattibilità tecnica, economica ed amministrativa degli interventi;
2. verifica in via generale la conformità ambientale, paesistica, territoriale ed urbanistica degli interventi e promuove l’avvio delle procedure di variante urbanistica;
3. redige, secondo quanto previsto dall’articolo 93, commi 1 e 2, del codice, il documento preliminare alla progettazione e cura che sia richiesto il codice unico di progetto (CUP) di cui all’articolo 11 della legge 16 gennaio 2003, n. 3, e che lo stesso sia riportato su tutti i documenti amministrativi e contabili concernenti il progetto;
4. accerta e certifica, sulla base degli atti forniti dal dirigente dell’amministrazione aggiudicatrice preposto alla struttura competente, la ricorrenza delle condizioni di cui all’articolo 90, comma 6, del codice, motiva la scelta del metodo di affidamento degli incarichi di natura tecnica, compresa la valutazione di cui all’articolo 91, comma 5, del codice, coordina e verifica la predisposizione dei bandi di gara, nonché il successivo svolgimento delle relative procedure; verifica l’effettiva possibilità di svolgere all’interno dell’amministrazione le diverse fasi della progettazione senza l’ausilio di consulenze esterne; in relazione alle caratteristiche e alla dimensione dell’intervento, promuove e definisce, sulla base delle indicazioni del dirigente, le modalità di verifica dei vari livelli progettuali, le procedure di eventuale affidamento a soggetti esterni e la stima dei corrispettivi, da inserire nel quadro economico;
5. coordina le attività necessarie al fine della redazione del progetto preliminare, verificando che, nel rispetto del contenuto del documento preliminare alla progettazione, siano indicati gli indirizzi che devono essere seguiti nei successivi livelli di progettazione ed i diversi gradi di approfondimento delle verifiche, delle rilevazioni e degli elaborati richiesti;
6. coordina le attività necessarie alla redazione del progetto definitivo ed esecutivo, verificando che siano rispettate le indicazioni contenute nel documento preliminare alla progettazione e nel progetto preliminare;
7. convoca e presiede nelle procedure ristrette e di appalto di progettazione ed esecuzione sulla base del progetto preliminare, ove ne ravvisi la necessità, un incontro preliminare per l’illustrazione del progetto e per consentire osservazioni allo stesso;
8. propone alla amministrazione aggiudicatrice i sistemi di affidamento dei lavori; nel caso di procedura negoziata senza pubblicazione di bando promuove la gara informale e garantisce la pubblicità dei relativi atti;
9. richiede all’amministrazione aggiudicatrice la nomina della commissione giudicatrice nel caso di affidamento con il criterio dell’offerta economicamente più vantaggiosa;
10. promuove l’istituzione dell’ufficio di direzione dei lavori ed accerta sulla base degli atti forniti dal dirigente dell’amministrazione aggiudicatrice preposto alla struttura competente, la sussistenza delle condizioni che ai sensi dell’articolo 90, comma 6, del codice giustificano l’affidamento dell’incarico a soggetti esterni alla amministrazione aggiudicatrice;
11. accerta e certifica, sulla base degli atti forniti dal dirigente dell’amministrazione aggiudicatrice preposto alla struttura competente, le situazioni di carenza di organico in presenza delle quali le funzioni di collaudatore sono affidate ai sensi dell’articolo 141, comma 4, del codice ai soggetti esterni alla stazione appaltante;
12. adotta gli atti di competenza a seguito delle iniziative e delle segnalazioni del coordinatore per l’esecuzione dei lavori sentito il direttore dei lavori;
13. effettua, prima dell’approvazione del progetto in ciascuno dei suoi livelli, le necessarie verifiche circa la rispondenza dei contenuti del documento alla normativa vigente, alle indicazioni del documento preliminare e alle disponibilità finanziarie, nonché all’esistenza dei presupposti di ordine tecnico ed amministrativo necessari per conseguire la piena disponibilità degli immobili;
14. nel caso di lavori eseguibili per lotti, accerta e attesta:
  - l’avvenuta redazione, ai fini dell’inserimento nell’elenco annuale, della progettazione preliminare dell’intero lavoro e la sua articolazione per lotti;
  - la quantificazione, nell’ambito del programma e dei relativi aggiornamenti, dei mezzi finanziari necessari per appaltare l’intero lavoro;
  - l’idoneità dei singoli lotti a costituire parte funzionale, fattibile e fruibile dell’intero intervento;
15. svolge le attività necessarie all’espletamento della conferenza dei servizi, curando gli adempimenti di pubblicità delle relative deliberazioni ed assicurando l’allegazione del verbale della conferenza tenutasi sul progetto preliminare posto a base delle procedure di appalto di progettazione ed esecuzione sulla base del progetto preliminare e di affidamento della concessione di lavori pubblici;
16. svolge la funzione di vigilanza sulla realizzazione dei lavori nella concessione di lavori pubblici, verificando il rispetto delle prescrizioni contrattuali;
17. raccoglie, verifica e trasmette all’Osservatorio gli elementi relativi agli interventi di sua competenza anche in relazione a quanto prescritto dall’articolo 7, comma 8, del codice;
18. accerta la data di effettivo inizio dei lavori e ogni altro termine di svolgimento dei lavori;
19. trasmette agli organi competenti della amministrazione aggiudicatrice sentito il direttore dei lavori, la proposta del coordinatore per l’esecuzione dei lavori di sospensione, allontanamento dell’esecutore o dei subappaltatori o dei lavoratori autonomi dal cantiere o di risoluzione del contratto;
20. assicura che ricorrano le condizioni di legge previste per le varianti in corso d’opera;
21. irroga le penali per il ritardato adempimento degli obblighi contrattuali, anche sulla base delle indicazioni fornite dal direttore dei lavori;
22. accerta e certifica, sulla base degli atti forniti dal dirigente dell’amministrazione aggiudicatrice preposto alla struttura competente, negli interventi l’eventuale presenza delle caratteristiche di cui all’articolo 3, comma 1, lettere l) e m);
23. propone la risoluzione del contratto ogni qual volta se ne realizzino i presupposti;
24. propone la transazione e la definizione bonaria delle controversie che insorgono in ogni fase di realizzazione dei lavori;
25. svolge, ai sensi dell’articolo 16 del decreto legislativo 9 aprile 2008, n. 81, su delega del soggetto di cui all’articolo 26, comma 3, del predetto decreto legislativo, i compiti previsti nel citato articolo 26, comma 3, qualora non sia prevista la predisposizione del piano di sicurezza e di coordinamento ai sensi del decreto legislativo 9 aprile 2008, n. 81.
  - Il responsabile del procedimento assume il ruolo di responsabile dei lavori, ai fini del rispetto delle norme sulla sicurezza e salute dei lavoratori sui luoghi di lavoro.
  - Il responsabile del procedimento, nello svolgimento dell’incarico di responsabile dei lavori, salvo diversa indicazione e fermi restando i compiti e le responsabilità di cui agli articoli 90, 93, comma 2, 99, comma 1, e 101, comma 1, del decreto legislativo 9 aprile 2008, n. 81:
    - richiede la nomina del coordinatore per la progettazione e del coordinatore per l’esecuzione dei lavori e vigila sulla loro attività;
    - provvede, sentito il direttore dei lavori e il coordinatore per l’esecuzione, a verificare che l’esecutore corrisponda gli oneri della sicurezza, relativi alle prestazioni affidate in subappalto, alle imprese subappaltatrici senza alcun ribasso.

  - Il responsabile del procedimento svolge i propri compiti con il supporto dei dipendenti dell’amministrazione aggiudicatrice.
  - Nel caso di inadeguatezza dell’organico, il responsabile del procedimento propone all’amministrazione aggiudicatrice l’affidamento delle attività di supporto secondo le procedure e con le modalità previste dall’articolo 261, commi 4 e 5. Gli affidatari devono essere muniti di assicurazione di responsabilità civile professionale per i rischi derivanti dallo svolgimento delle attività di propria competenza.
  - Gli affidatari dei servizi di supporto di cui al presente articolo non possono partecipare agli incarichi di progettazione ovvero ad appalti e concessioni di lavori pubblici nonché a subappalti e cottimi dei lavori pubblici con riferimento ai quali abbiano espletato i propri compiti direttamente o per il tramite di altro soggetto che risulti controllato, controllante o collegato a questi ai sensi dell’articolo 90, comma 8, del codice.
  - Al responsabile del procedimento delle amministrazioni aggiudicatrici si applicano, relativamente ai contratti nei settori ordinari di cui alla parte II, titolo I, del codice e ad ogni altro contratto di appalto o di concessione che alla normativa propria di tali contratti faccia riferimento, le disposizioni del titolo II, capo V, sezione I, del regio decreto 12 luglio 1934, n. 1214 e quelle di cui al titolo II, capo I e capo II del regio decreto 13 agosto 1933, n. 1038, nonché l’articolo 2 della legge 14 gennaio 1994, n. 20, in quanto compatibili. Entro sessanta giorni dalla deliberazione di cui all’articolo 234, comma 2, da parte dell’amministrazione aggiudicatrice, in merito al certificato di collaudo il responsabile del procedimento trasmette all’amministrazione aggiudicatrice la documentazione relativa alle fasi della progettazione, dell’affidamento e dell’esecuzione del contratto ed in particolare:
    - il contratto, la relazione al conto finale, gli ordinativi di pagamento con gli allegati documenti di svolgimento della spesa a essi relativa;
    - la relazione dell’organo di collaudo ed il certificato di collaudo;
    - la documentazione relativa agli esiti stragiudiziali, arbitrali o giurisdizionali del contenzioso sulle controversie relative a diritti soggettivi derivanti dall’esecuzione del contratto di cui alla parte IV del codice.»